# Accident ferroviaire du tunnel des Batignolles
L'accident du tunnel des Batignolles est un accident ferroviaire meurtrier survenu le 5 octobre 1921 à Paris, dans une des galeries du tunnel des Batignolles. Il provoque la mort de 28 personnes et fait des dizaines de blessés.

## L'accident et les secours
Le 5 octobre 1921 à 17 h 48, le train de banlieue no 333 quitte la gare Saint-Lazare en direction de Versailles. Comme tous les jours, ses vingt et une voitures, anciennes à caisse en bois, dont certaines à impériale, sont bondées de voyageurs qui rentrent chez eux après leur journée de travail. Le convoi est entièrement engagé dans les 330 mètres d'une galerie du tunnel des Batignolles quand, soudain, le déclenchement inopiné du frein automatique bloque la rame.  Après être descendus sur la voie, le mécanicien, son chauffeur et le chef de train constatent que c'est la rupture du boyau d'air comprimé du frein reliant les cinquième et sixième voitures qui a causé la panne et s'apprêtent à réparer sur place en changeant la pièce, lorsque à 18 heures 12 survient sur la même voie à environ 30 km/h le train no 253, reliant les gares Saint-Lazare et des Invalides par la ligne des Moulineaux, parti à 17 h 52, et dont le mécanicien, gêné par la fumée dans le tunnel, n'aperçoit qu'au dernier moment les lanternes rouges de l'arrière du convoi arrêté.
Malgré un freinage d'urgence, la locomotive, d'un poids de 85 tonnes, percute le dernier wagon du train à l'arrêt, écrasant son fourgon de queue, rejettant sur le côté deux voitures après les avoir disloquées, puis s'arrête en s'escaladant dans un amas de débris. Dans le choc, un réservoir de gaz d'éclairage situé sur un wagon a été percé et s'enflamme, déclenchant un incendie qui se propage rapidement le long des voitures des deux convois. Aveuglés et asphyxiés par la fumée, les voyageurs indemnes et les blessés valides s'efforcent d'évacuer le tunnel, non éclairé, par ses portails Nord et Sud ou par les regards communiquant de place en place avec les deux tunnels voisins. Les premiers sauveteurs à leur prêter assistance sont les cheminots accourus depuis la gare Saint-Lazare, et, à l'autre bout, les passagers d'un train venant de Colombes, que son mécanicien a arrêté à la vue de l'incendie, et qui transporte notamment les joueurs de l'équipe de football de la préfecture de police revenant d'un entraînement depuis la gare du stade. Un garçon de 15 ans restera cinq heures sur place dans l'attente du dégagement de son camarade, et recevra par la suite une médaille de la Société républicaine d'encouragement au dévouement.

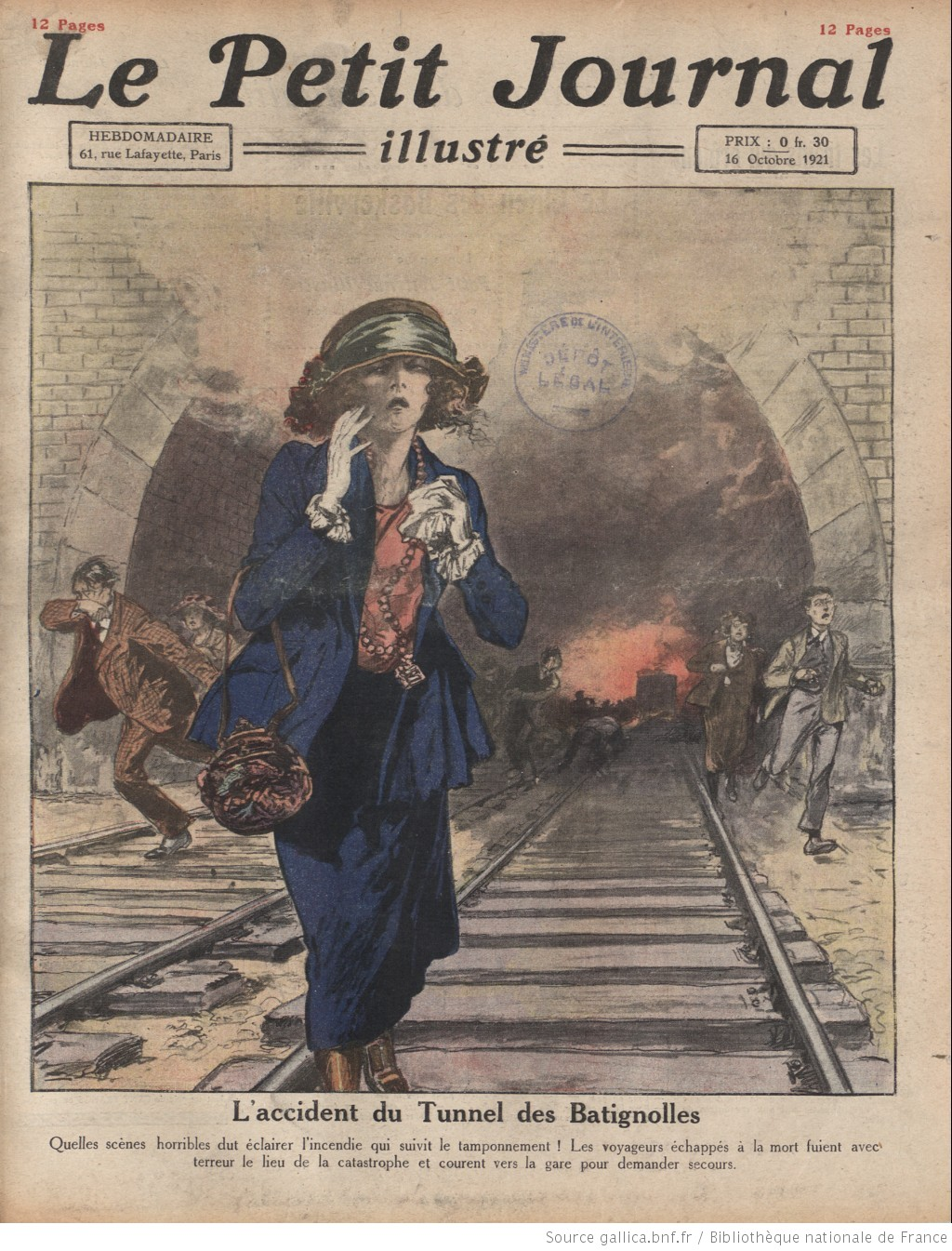
Des survivants s'échappent du tunnel après la collision (Le Petit Journal illustré, 16 octobre 1921).

Rapidement, les pompiers de la rue Blanche sont sur place, rejoints ensuite par ceux de quatre autres casernes. Des tuyaux sont déployés dans les tunnels pour attaquer directement le sinistre, d'autres, depuis le pont Cardinet et la rue de Rome qui surplombent les voies, arrosent les voitures en feu. En effet, le mécanicien et le chef de train du 333 sont parvenus à sortir du tunnel le fourgon de tête et les quatre premières voitures en débloquant leurs freins, et côté gare, une machine de manœuvre a dégagée à l'air libre une dizaine de voitures du 253. 
En gare Saint-Lazare, où la nouvelle s'est vite répandue, des affiches indiquant : « circulation interrompue par suite d'un accident, tunnel des Batignolles » sont placardées à la hâte et le public est évacué dans la confusion avec l'aide du 5e régiment d'infanterie venu de la caserne de la Pépinière. Nombre de voyageurs se reportent sur les tramways, le Métro et le Nord-Sud, provoquant la surcharge de leurs lignes. Cependant, par crainte de l'effondrement du tunnel, la circulation sur la ligne 2 du métro, qui croise le tunnel en passant en sous-sol du boulevard des Batignolles, est momentanément interrompue entre les stations Villiers et Barbès. Elle reprendra quelques heures plus tard, après vérification de la solidité des voûtes.

## Bilan
Les premiers sauveteurs parviendront à extraire des voitures accidentées seize morts, dont les cadavres, souvent mutilés et brûlés, seront amenés dans les locaux du service médical à la gare Saint-Lazare. Viendront s'y ajouter, au fur et à mesure du dégagement des épaves calcinées, les restes carbonisés d'autres victimes. Ces dépouilles seront exposées dans des cercueils provisoires en vue de leur reconnaissance par les familles à la recherche de leurs proches. Le lendemain, les corps non réclamés seront transférés à la Morgue, où le docteur Paul, médecin légiste s'emploiera à les identifier. L'opération restera cependant impossible pour un certain nombre de restes humains, qui seront conservés jusqu'au 31 octobre et finalement inhumés au cimetière d'Ivry, après une cérémonie funèbre à Notre-Dame de Paris en présence de personnalités et de leurs familles présumées.
En tenant compte des décès enregistrés à l'hôpital Beaujon, où ont été transportés les blessés les plus graves, vingt-huit personnes perdront la vie dans cet accident. Figureront notamment dans ce bilan le jeune Sébran de Rohan-Chabot, fils de la comtesse de Rohan-Chabot, qui se rendait au collège Sainte-Geneviève de Versailles où il préparait le concours d'entrée à l'école spéciale militaire de Saint-Cyr, et le lieutenant aviateur Grange, chevalier de la Légion d'honneur et vétéran de la Grande Guerre, gravement blessé à Verdun, dont le corps brûlé sera reconnu par sa femme que grâce à la bague qu'il portait au doigt. Beaucoup de victimes vivaient dans les communes d'Asnières et de Courbevoie où l'émotion sera grande.
L'accident fera également une quarantaine de blessés hospitalisés, dont certains à l'hôpital Beaujon où ils recevront la visite du président de la République Alexandre Millerand et son épouse, et une soixantaine moins gravement atteints, qui seront pansés sur place et regagneront leur domicile.

## Réactions
Moins d'une heure après le drame, sont présents sur les lieux Pierre Marraud, ministre de l'Intérieur, Yves Le Trocquer, ministre des Travaux publics, César Caire, président du conseil municipal, Robert Leullier, préfet de police, Louis Marlier, son directeur de cabinet, Joseph Petitjean, député, le colonel Noguès qui représente le président de la République, et le général Trouchaud commandant la place de Paris.
Le lendemain, Paul Aubriot, député de la Seine, interpelle le ministre des Travaux publics sur les mesures à prendre pour améliorer la sécurité des voyageurs. Redoutant le renouvellement d'une telle catastrophe dans le tunnel de Meudon, lui aussi non éclairé, Henri Poirson, sénateur, s’en inquiète publiquement.

## Enquête
Comme à l'accoutumée, deux enquêtes sont menées de front, l'une administrative, effectuée par M. Payot, ingénieur en chef, sur demande de M. Maisons, directeur du contrôle des chemins de fer au ministère des travaux publics, l'autre judiciaire, ouverte à l'initiative du procureur de la République Edmond Scherdlin. Celui-ci confiera l'instruction du dossier au juge Pamard, qui demandera à trois experts, MM Le Cornu, professeur à l'École polytechnique, Dumont, ancien ingénieur à la Compagnie de l'Est, et Rosenstock, professeur à l'École centrale, de rendre un rapport détaillé sur les causes de l'accident.
Au départ de la gare Saint-Lazare, fonctionnait un dispositif d'espacements semi-automatique des trains basé sur la division des voies en cantons. Ce block-system devait garantir qu'un train entré dans un canton ne puisse être suivi d'un autre qu'après qu'il en soit sorti. Ainsi, le 333 avait-il, avant l'entrée du tunnel, fermé automatiquement au droit du poste no 4, par l'intermédiaire d'un appareil appelé pédale Aubine, un signal le couvrant jusqu'à son passage au poste no 6, situé à la sortie du canton. Là, il devait déclencher une nouvelle pédale Aubine fermant le nouveau canton allant jusqu'au poste no 7, et ainsi de suite. En principe, à l'époque seuls les préposés du poste de sortie du canton étaient habilités à en ouvrir à nouveau l'entrée après avoir constaté le passage du train. 
Ainsi, puisqu'il était établi de manière incontestable que le train tamponneur avait trouvé le signal du no 4 ouvert, on pouvait présumer que celui-ci l'avait été depuis le poste no 6, par l'aiguilleur Édouard Lohazic, alors que le train précédent était encore à l'arrêt dans le tunnel, donc prématurément. D'ailleurs, deux agents du poste no 4, l'aiguilleur Maledant et son chef de poste Auvray, accablaient leur collègue en soutenant qu'il leur avait expressément indiqué par téléphone avoir ouvert la voie, les autorisant donc à lancer le train tamponneur. Malgré ses dénégations véhémentes, pourtant appuyées par l'autre agent du poste affirmant n'avoir entendu aucune communication téléphonique, le juge d'instruction inculpera donc Lohazic, qui sera incarcéré à la prison de la Santé.
Cependant, très vite, des essais réalisés sur place démontrent aux enquêteurs qu'il est possible de s'affranchir des procédures normales grâce à des manipulations illicites, et donc que la version unanimement présentée par les agents du poste 4 n'est pas totalement plausible, puisqu'ils ont pu eux-mêmes se substituer au poste no 6 pour ouvrir le signal. Lohazic sera alors remis en liberté provisoire.
Le rapport des trois experts rendu un mois plus tard confirmera ces doutes, en révélant que compte tenu des enclenchements et de la position des autres signaux commandés depuis les postes no 6 et 7, le signal du no 4 ne peut pas avoir été ouvert par Lohazic, et qu'il y a donc lieu de soupçonner les agents de ce poste de l'avoir fait frauduleusement à sa place, en l'accusant faussement pour se couvrir.
Finalement, le juge d'instruction rendra une ordonnance de non lieu pour Lohazic, et inculpera d'homicide et blessures par imprudence et inobservation des règlements en vigueur l'aiguilleur Maledant, du poste 4 et son chef, Jean Auvray. Ceux-ci, traduits devant le tribunal correctionnel, seront jugés le 30 mars 1922 et condamnés à 6 mois de prison et 300 francs d'amende pour Maledant, et 4 mois et 300 francs pour Auvray. L'État sera déclaré civilement responsable.
Sur appel des deux condamnés, la Cour d'appel de Paris, après s'être transportée sur les lieux, les acquittera au bénéfice du doute.  « Maintenant que justice est enfin rendue à deux innocents, va-t-on s'occuper de rechercher les coupables? », demandera L'Humanité, qui, depuis l'accident, proclame que « les véritables causes de la catastrophe » doivent être recherchées au plus haut niveau de l'État.

## Démolition du tunnel
De longue date, la suppression du goulot d'étranglement constitué par les galeries du tunnel avait été demandée. En 1913, des travaux ont été entamés, mais mis en sommeil par la mobilisation de 1914. Après la guerre, le principe de la démolition fut acté mais d'autres priorités repoussèrent le chantier à 1922. 
L'accident survenu hâtera de manière spectaculaire le lancement des travaux, après que le député de la Seine Hector Molinié eut déposé le 10 octobre une demande d'interpellation 
« sur les mesures nouvelles de précaution que compte prendre le ministre des travaux publics à la suite de la catastrophe du tunnel des Batignolles et pendant que se poursuivront sans retard les travaux de démolition de ce tunnel ».Ainsi, deux semaines après le drame, seront annoncés simultanément l'installation de l'éclairage dans le tunnel conservé et les premiers coups de pioche de la démolition des 3 autres.